# Clisospiroidea
De Clisospiroidea zijn een superfamilie van uitgestorven weekdieren uit de klasse van de Gastropoda (slakken).

## Families
- † Clisospiridae S. A. Miller, 1889
- † Onychochilidae Koken, 1925